# Campeonato Sudamericano 1923
Das Campeonato Sudamericano von 1923 war die siebte Ausspielung der südamerikanischen Kontinentalmeisterschaft im Fußball und fand vom 29. Oktober bis 2. Dezember 1923 zum zweiten Mal in Uruguay statt. An diesem Turnier nahmen wieder vier Länder teil, da Chile verzichtete.
Die Meisterschaft wurde wie bisher im Ligasystem (Jeder gegen Jeden) ausgetragen. Bei Punktgleichheit auf dem ersten Platz war ein Entscheidungsspiel vorgesehen. Alle Spiele wurden in der Hauptstadt Montevideo im Parque Central ausgetragen. Das Stadion fasste damals circa 22.000 Zuschauer. Das Turnier galt gleichzeitig als Qualifikation für das olympische Fußballturnier 1924 in Paris.
Südamerikameister – und Olympiateilnehmer – wurde zum vierten Mal Uruguay.

## Spielergebnisse
| Pl. | Land        | Sp. | S | U | N | Tore    | Diff. | Punkte |
| --- | ----------- | --- | - | - | - | ------- | ----- | ------ |
| 1.  | Uruguay     | 3   | 3 | 0 | 0 | 006:100 | +5    | 06:0   |
| 2.  | Argentinien | 3   | 2 | 0 | 1 | 006:600 | ±0    | 04:20  |
| 3.  | Paraguay    | 3   | 1 | 0 | 2 | 004:600 | −2    | 02:40  |
| 4.  | Brasilien   | 3   | 0 | 0 | 3 | 002:500 | −3    | 0:60   |

|                   |   |             |           |
| 29. Oktober 1923  |   |             |           |
| Argentinien       | – | Paraguay    | 4:3 (1:1) |
| 4. November 1923  |   |             |           |
| Uruguay           | – | Paraguay    | 2:0 (1:0) |
| 11. November 1923 |   |             |           |
| Brasilien         | – | Paraguay    | 0:1 (0:0) |
| 18. November 1923 |   |             |           |
| Argentinien       | – | Brasilien   | 2:1 (1:1) |
| 25. November 1923 |   |             |           |
| Uruguay           | – | Brasilien   | 2:1 (0:0) |
| 2. Dezember 1923  |   |             |           |
| Uruguay           | – | Argentinien | 2:0 (1:0) |

## Beste Torschützen
| Rang | Spieler             | Tore |
| ---- | ------------------- | ---- |
| 1    | Pedro Petrone       | 3    |
|      | Vicente Aguirre     | 3    |
| 3    | Nilo Murtinho Braga | 2    |
|      | Blas Saruppo        | 2    |

## Mannschaftsaufgebote
Uruguay
Pedro Casella (Torwart, Belgrano), José Leandro Andrade (Bella Vista), José Pedro Cea (Lito), Pedro Etchegoyen (Liverpool FC), Alfredo Ghierra (Universal), Andrés Mazzali (Nacional Montevideo), José Nasazzi (Bella Vista), Ladislao Pérez (Wanderers), Pedro Petrone (Charley), Ángel Romano (Nacional Montevideo), Héctor Scarone (Nacional Montevideo), Pascual Somma (Nacional Montevideo), Humberto Tomassina (Liverpool), Santos Urdinarán (Nacional Montevideo), Fermín Uriarte (Lito), José Vidal (Belgrano), Pedro Zingone (Lito).

Trainer: Leonardo De Lucca

Uruguay überzeugte bei dieser „Copa“ mit ihrem starken Kombinationsspiel. In allen drei Spielen verließ Uruguay als Sieger den Platz. Nur gegen Brasilien hatte man einige Probleme; im Quasi-Finale gegen Argentinien dominierte man jedoch von Beginn an. In den Reihen der Urus spielte zum ersten Mal bei der „Copa“ der damals 22-jährige José Leandro Andrade, der ein Jahr später zum überragenden Spieler des olympischen Fußballturniers in Paris werden sollte und dort den Spitznamen La Maravilla Negra („Das schwarze Wunder“) erhielt.
 Argentinien
Américo Miguel Tesoriere (Torwart, CA Boca Juniors), Frederico Cancino (Torwart, Alvear Buenos Aires), Vicente Aguirre (CA Rosario Central), Ludovico Bidoglio (CA Boca Juniors), Antonio De Miguel (Tiro Federal Rosario), Juan Carlos Iribarren (Argentinos Juniors), Adán Loizo (Club Atlético Huracán), Ángel Médici (CA Boca Juniors), Cesáreo Juan Onzari (Club Atlético Huracán), Blas Saruppo (Sportivo Barracas), Luis Vaccaro (Argentinos Juniors).

Trainer: Angel Vázquez

Argentinien konnte wieder einmal gegen die „Urus“ nicht gewinnen und musste sich daher mit Platz zwei begnügen. Zum Auftakt hatten die Argentinier im dramatischsten und torreichsten Spiel dieser Meisterschaft Paraguay besiegt und dabei gleich drei Mal einen Rückstand aufgeholt, bevor der entscheidende Treffer gelang. Auch im Duell gegen die Brasilianer ging es sehr eng zu; nach zwei schnellen Toren auf beiden Seiten zu Beginn des Spiels gelang den Argentiniern der entscheidende Treffer erst in der Schlussphase.
 Paraguay
Modesto Denis (Torwart), Manuel Recalde (Torwart), Luciano Capdevila, Roque Centurión-Miranda, Eusebio Díaz, Carlos Elizeche, Luis Fretes, Segundo Gorostiaga, Ildefonso López, Óscar López, César Mena-Porta, Alejandro Miranda, Gaspar Nessi, Venancio Paredes, Gerardo Rivas, Agustín Zelada.

ohne offiziellen Trainer.

Paraguay enttäuschte als amtierender Vizemeister trotz zweier Niederlagen nicht. Gegen Argentinien wäre bei etwas mehr Konzentration ein Sieg durchaus möglich gewesen. Immerhin gelang die Revanche an den Brasilianern, denen man im Vorjahr im Entscheidungsspiel unterlegen war.
 Brasilien
Nelson Purchio (Torwart, CR Vasco da Gama), Alemão Sylvio Serpa (Botafogo FR), Amaro Silveira (Goytacaz FC), Dino I Antonio Dino Galvão (CR Flamengo), Mário Seixas (Americano FC (RJ)), Mica Alfreido Pereira de Mello (Botafogo Bahia), Luis Ferreira Nesi (São Critóvão FC), Nilo Braga (Brasil Rio de Janeiro), Paschoal Silva (CR Vasco da Gama), Orlando Pennaforte de Araujo (CR Flamengo), Soda Cleobulo Faría (Americano FC (RJ)), Zeze José Guimarães (Fluminense FC).

Trainer: Ary de Almeida Rego

Brasilien zeigte wieder einmal, dass es wirklich nur vor heimischer Kulisse mit den ganz großen mithalten kann. Bei dieser „Copa“ gab es für den Titelverteidiger nichts zu holen. Drei Niederlagen in drei Spielen waren eine Enttäuschung. Allerdings ging es an allen drei Matches relativ eng zu, so dass man bei näherer Betrachtung nicht von einem Desaster der Brasilianer sprechen sollte.
kursiv = „Künstlernamen“